# Portugal na Espanha Árabe
Portugal na Espanha Árabe é considerada a principal obra de António Borges Coelho, historiador, poeta e teatrólogo português.
Editado pela primeira vez entre 1972 e 1975 na Seara Nova, foi reeditado em 1989 e 2008.